# Meridian (Texas)
Meridian è un centro abitato degli Stati Uniti d'America, situato nella contea di Bosque (di cui è capoluogo) dello Stato del Texas.

## Geografia fisica
Secondo lo United States Census Bureau, ha un'area totale di 2,0 miglia quadrate (5,1 km²), di cui 0,015 miglia quadrate (0,04 km²), o 0,85%, d'acqua.

## Società

### Evoluzione demografica
Secondo il censimento del 2000, c'erano 1.491 persone, 515 nuclei familiari e 358 famiglie residenti nella città. La densità di popolazione era di 689,3 persone per miglio quadrato (266,5/km²). C'erano 600 unità abitative a una densità media di 277,4 per miglio quadrato (107,3/km²). La composizione etnica della città era formata dall'83,43% di bianchi, il 5,37% di afroamericani, lo 0,27% di nativi americani, lo 0,07% di asiatici, l'8,18% di altre razze, e il 2,68% di due o più etnie. Ispanici o latinos di qualunque razza erano il 23,00% della popolazione.
C'erano 515 nuclei familiari di cui il 36,9% aveva figli di età inferiore ai 18 anni, il 52,0% erano coppie sposate conviventi, il 13,2% aveva un capofamiglia femmina senza marito, e il 30,3% erano non-famiglie. Il 28,3% di tutti i nuclei familiari erano individuali e il 16,9% aveva componenti con un'età di 65 anni o più che vivevano da soli. Il numero di componenti medio di un nucleo familiare era di 2,66 e quello di una famiglia era di 3,27.
La popolazione era composta dal 28,7% di persone sotto i 18 anni, il 7,7% di persone dai 18 ai 24 anni, il 26,3% di persone dai 25 ai 44 anni, il 17,4% di persone dai 45 ai 64 anni, e il 19,9% di persone di 65 anni o più. L'età media era di 36 anni. Per ogni 100 femmine c'erano 87,5 maschi. Per ogni 100 femmine dai 18 anni in giù, c'erano 83,9 maschi.
Il reddito medio di un nucleo familiare era di 32.750 dollari, e quello di una famiglia era di 40.625 dollari. I maschi avevano un reddito medio di 30.179 dollari contro i 20.227 dollari delle femmine. Il reddito pro capite era di 17.258 dollari. Circa il 10,8% delle famiglie e il 14,4% della popolazione erano sotto la soglia di povertà, incluso il 13,5% di persone sotto i 18 anni e il 27,4% di persone di 65 anni o più.